# (1188) Gothlandia
(1188) Gothlandia est un astéroïde de la ceinture principale découvert le 30 septembre 1930 par l'astronome espagnol Josep Comas i Solà.

Sa désignation provisoire était 1930 SB. Il est nommé en référence à la Gothlandia qui est un des anciens noms de la Catalogne.